# Packaging
 (août 2009).
Si vous disposez d'ouvrages ou d'articles de référence ou si vous connaissez des sites web de qualité traitant du thème abordé ici, merci de compléter l'article en donnant les références utiles à sa vérifiabilité et en les liant à la section « Notes et références ».
L'anglicisme « packaging » confond les deux notions élémentaires qui sont le conditionnement et l'emballage :
1. Le conditionnement est l'enveloppe première du produit (exemple : une bouteille de bière de 25 cl) ;
2. L'emballage est le contenant supplémentaire destiné à assurer dans de meilleures conditions la sécurité, la manutention, la conservation et le stockage des produits (exemple : Un pack-carton regroupant 10 bouteilles de bière en conditionnement de 25 cl).

Le vocabulaire français décompose cet anglicisme en quatre notions connexes et spécifiques : le conditionnement, l'emballage, le design d'un produit, la formulation et la configuration des propriétés fonctionnelles. Et le terme «packaging» lorsqu'il est employé se réfère davantage aux réflexions concernant l'apparence du produit telle qu'elle peut être étudiée par un designer.
Dans cette perspective l'optimisation de l'apparence du produit vise à améliorer :
- la reconnaissance, visibilité, attraction du produit dans les lieux de distribution en libre-service (supermarchés ou petits magasins) dans lesquels il doit se vendre seul : à égalité de valeur d'usage, la performance de vente dépend pour une part non négligeable de l'aspect du facing présenté au consommateur-acheteur.
- l'intégration du design et du packaging produit au stade de la recherche et développement du produit lui-même, de façon à configurer une offre de valeur cohérente sur le fond et dans la forme.

## Enjeux
La fonction première du packaging est de contenir, protéger et conserver le produit contenu et secondairement d'être un support d'affichage. À ce titre il représente une occasion forte :
- d'identification : Le client régulier perçoit spontanément le produit (surtout si vente en libre service), ainsi que ses caractéristiques (dimensions, poids, couleur, destinations, mode d'emploi…) ;
- de signalisation : La curiosité du client potentiel est excitée (mobilisation du design et des techniques graphiques) et alertée sur la proposition d'une réponse particulièrement inédite ou pertinente aux nouvelles attentes du consommateur :
Ex. 1 : un mode de consommation plus ergonomique : un contenant auto-chauffant ⤇ pas de micro-onde ⤇ liberté du lieu de consommation,
Ex. 2 : recyclabilité mieux assurée ou plus respectueuse de l'environnement ;
- de communication : Le bénéfice produit est souligné par l'énoncé du nom du produit, d'une marque, d'un logo ou d'un slogan. Le packaging constitue de facto un espace de communication gratuit permettant de valoriser un produit placé au milieu de ses concurrents dans les linéaires des grandes surfaces.

Le choix définitif du packaging intervient après arbitrage du marketing. Il s'opère entre :
la définition de l'unité d'utilisation ou de consommation UC (Dose élémentaire d'utilisation ou de mise en œuvre du produit)
la définition de l'unité de vente UVC (Unité de vente consommateur)..

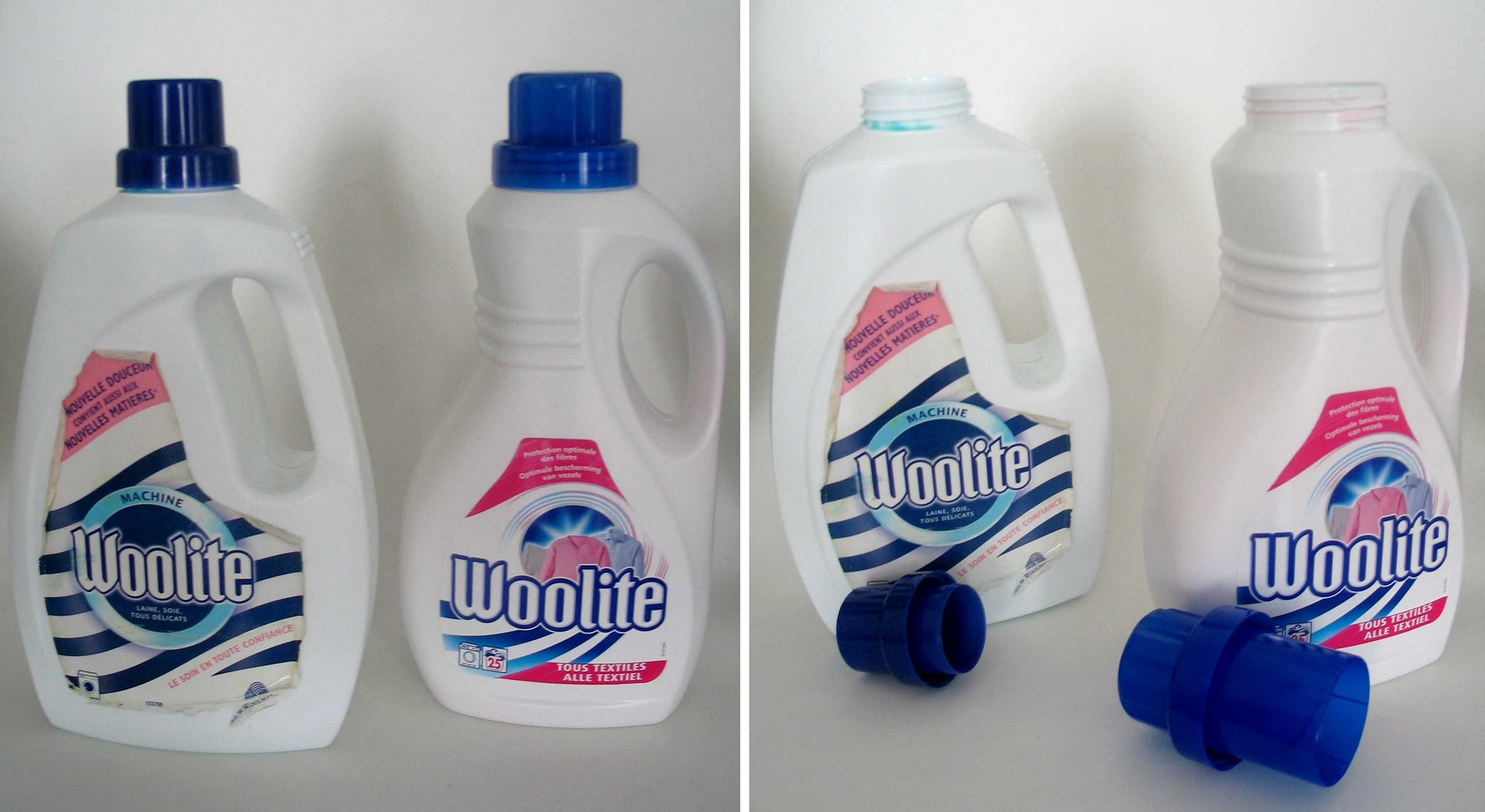
Évolution du packaging d'une lessive liquide

Les conclusions qui en découlent ne sont pas anodines : pour un emballage de même contenance, les variations de taille du bouchon doseur de lessive liquide -passant par exemple de 45 à 120 ml- peuvent contribuer à augmenter discrètement la consommation du produit.
La formulation du packaging doit prendre en compte plusieurs dimensions qui peuvent être éventuellement contradictoires :
Être utilitaire : ergonomie, stockage, manutention adéquats ;
Constituer une référence-facing aisément perceptible en linéaire : couleur, forme, format, qui révèle le contenu du produit ;
Fournir des informations : composition, mode d'emploi, limites de consommation, dangers, contre-indications ou précautions d'emploi ;
Assurer des fonctions techniques : Certains packagings peuvent être conçus pour apporter aux consommateurs des fonctionnalités plus spécifiques et/ou des bénéfices concrets depuis le début de sa mise en œuvre jusqu’au moment de la consommation (emballages auto-chauffants ou réfrigérants, par exemple).
Correspondre à un positionnement concret : Le packaging représente un coût allant de 10 % à 80 % du coût total d’un produit. (L'exemple extrême étant donné par des produits de luxe comme le parfum) . Les décisions doivent être réalisées en fonction des segments de consommateurs ciblés, et conduisent au bout du compte à situer le produit dans une gamme de prix déterminée.
La vérification de la maîtrise de ces enjeux  est réalisée par la conduite de tests accélérés de compatibilité pour vérifier l'adéquation conditionnement/emballage/produits : au niveau industriel (contenir le produit quantitativement et qualitativement), logistique (transporter et identifier), laboratoire (garder intactes les propriétés du contenu), marketing (passer le message/la promesse), design/agence de création (ajouter de la valeur au produit), service légal (porter les mentions/logotypes obligatoires très stricts), commercial (augmenter/faciliter la vente), etc.

## Fonctions du packaging
Les fonctions principales de conditionnement et d'emballage sont  :

### Fonctions techniques
contenir le produit ;
protéger le produit contre le froid, la lumière, le vol (par ex : usage de Blister)
assurer une bonne conservation (par ex : conditionnement compatible avec les contenus alimentaires)
facilitation du transport, du stockage, de la manutention et de la mise en linéaire

### Fonctions commerciales
alerte : Attirer et communiquer avec le consommateur (par exemple: emballage noir et doré du Café "Carte Noire")
attribution: Identifier le produit ou la marque (par exemple : la bouteille Perrier)
information : Mentions légales et complémentaires (par exemple : fourniture de recettes ou modes d'emploi)
service : Faciliter l'utilisation ( par exemple : Bec verseur, Dosette, Dispositif d'ouverture/ fermeture)
commodité : Gain de temps, liberté dans le mode consommation, liberté du lieu de consommation
positionnement : Véhiculer une image (par exemple : Pots de Yaourts en verre)
promotion : Mise en avant du rajeunissement de l'image du produit ou de la variation de la capacité offerte sans variation du prix.

## Application
Le packaging agit sur :
la matière du produit ;
la forme du produit ;
la taille du produit ;
la couleur du produit ;
le mode de consommation du produit.

## Niveaux de conditionnement et d'emballage

### Conditionnement
C'est le contenant premier, directement en contact avec le contenu, poudre, liquide, solide... Il correspond le plus souvent à l'UC, l'unité de Consommation. En tant que tel, il peut faire l'objet de normes, notamment pour les usages alimentaires (mais pas seulement).
flacons/bouteilles/pots en plastique (polypropylène PP, polyéthylène haute densité), verre (coloré, blanc), aluminium, acier (fer blanc) ; emballages auto-chauffants ou auto-réfrigérants
bouchages en polypropylène, acier, pompes distributrices (crèmes ou spray), push-pull... ;
sachets comportant 4 ou 3 soudures (ex : sucre en poudre), réalisés en matériaux complexés (PA/PE, PET/PA/PE...), ou à partir de films flowpack...
barquette PSE avec film étirable ou soudé.

### Emballage primaire
Généralement désigné comme étant l’unité de vente consommateur (UVC), c'est-à-dire la plus petite quantité offerte à la vente au consommateur. Ce peut être l'UC elle-même, mais le plus souvent il s'agit d'un regroupement d'unités consommateur en un Lot "commercial" (par exemple un pack carton de 12 yaourts nature). Cet emballage enveloppe la quantité de produit minimale achetable par le client : il sera éliminé par le consommateur final.
Selon la Directive 94/62/CE Emballages et déchets d'emballage :
« L'emballage primaire est l'emballage conçu de manière à constituer au point de vente, une unité de vente pour l'utilisateur final ou le consommateur. » 

### Emballage secondaire
il rassemble des regroupements intermédiaires d'UVC censés être facilement manipulables -du fait de leur taille ou de leur poids- par les opérateurs des distributeurs ou des points de vente pour les amener jusqu’aux rayons des magasins. Par exemple : caisse américaine. Cet emballage est étudié pour faciliter la mise en linéaire et le recyclage par le distributeur.
Les emballages secondaires les plus courants :
étuis carton à ouverture facile ou à rabats ;
coffrets ou flow-pack (film plastique thermorétractable) permettant le regroupement lors de promotions.
Selon la Directive 94/62/CE Emballages et déchets d'emballage :
« L'emballage secondaire est l'emballage conçu de manière à constituer au point de vente un groupe d'un certain nombre d'unités de vente :
qu'il soit vendu tel quel à l'utilisateur final ou au consommateur
qu'il serve seulement à garnir les présentoirs au point de vente.
Il doit pouvoir être enlevé du produit sans en modifier les caractéristiques. »

### Emballage tertiaire
Il correspond à l'emballage des variantes logistiques de manutention : celles-ci permettent de transporter en grandes quantités les produits en magasins ou chez l’industriel. Il peut s'agir de palettes complètes d'une seule référence, de palettes «panachées» (comportant un assortiment déterminé), et de leurs accessoires (films, étiquettes d’identification, coiffes, cornières, etc.), etc.
Les emballages tertiaires les plus courants :
caisses de transport (caisse américaine) ;
palettes ;
films rétractés, étiquettes logistique, etc.

## Innovation dans le packaging
Selon qu'elle met en œuvre de nouvelles technologies ou de nouveaux usages de consommation, l'innovation  en packaging peut être qualifiée de :
rupture (nouvelle technologie et nouveaux usages de consommation) ;
technologique (nouvelle technologie, sans changement des usages de consommation) ;
comportementale (changement des usages de consommation sans modification technologique) ;
incrémentale (aucun changement significatif, ni de la technologie, ni des usages de consommation).

## Formation
Quatre pays dans le monde forment des ingénieurs packaging[réf. nécessaire] : l'Allemagne, la Belgique, les États-Unis et la France.
Historiquement, c'est aux États-Unis que s'est créé la première formation d'ingénieurs en packaging en 1952 à la Michigan State University. Une deuxième formation a été ouverte au Rochester Institute of Technology.
En France, l'Université de Reims, en 1981, a créé la Maîtrise de Sciences et Techniques en Emballage et Conditionnement, qui s'est transformée en École supérieure d'ingénieurs en emballage et conditionnement  (ESIEC) puis ESIReims (École supérieure d'ingénieurs de Reims). En 1991, l'ESEPAC (École Supérieure Européenne du PACkaging) a ouvert ses portes (à Saint-Germain-Laprade, Haute-Loire). Elle forme du Bac+3 (DU) au Bac+5 (Master) par la voie de l'apprentissage ou du contrôle continu. 
Depuis 2009, existe aussi l'Institut Supérieur d'Ingénierie Packaging (ISIP), rattachée au CNAM, qui est basée à Angoulême et qui forme des ingénieurs packaging en alternance. La formation liée aux métiers du packaging commencent après le bac avec le DUT GCE (Génie du conditionnement et de l'emballage) créé en 2000 à l'IUT de Reims et l'IUT d'Avignon. Depuis 3 nouveaux départements, GCE ont vu le jour : à l'IUT de Castres, à l'IUT d'Évreux et à l'IUT de Chambery. Le CEPE d'Angoulême (IAE de Poitiers) propose le Master Marketing du Design et du Packaging. Sous l'impulsion de L'INDP et des professionnels du packaging, ce cursus a pour objectif la formation de futurs chefs de projet ou produit en packaging.
En Allemagne, à la même période[Quand ?] s'est ouverte une section de verpackungtechnik (« technique d'emballage ») à la Technische Fachhochschule de Berlin.
En Belgique, la catégorie technique de la Haute École Charlemagne, l'Institut Supérieur Industriel en Packaging (ISIPack), est la seule, en communauté française, à former des Masters en Sciences de l'Ingénieur Industriel à finalité Emballage et Conditionnement. Depuis septembre 2012, une nouvelle formation de 3 ans de bachelier en éco-packaging a été habilitée par la fédération Wallonie-Bruxelles.

## Environnement et packaging
Depuis quelques années, sous la pression des associations de consommateurs et des protecteurs de l'environnement, les industriels commencent à répondre aux critiques sur leurs mauvaises pratiques. Emballages devenus trop grands, utilisation de matières non recyclable, impossibilité de réutiliser certains dispositifs.
Des marques ont été pionnières dans la mise en place d'approche radicalement différentes, comme les start up proposant des emballages bio dégradables et compostables. D'autres ont rejoint les labels de certification forestière comme le FSC et le PEFC qui œuvrent actuellement à permettre la production d'un carton issu de sources plus durables.